# Euscyrtinae
Sous-famille
Les Euscyrtinae sont une sous-famille d'Orthoptera de la famille des Gryllidae.
Elle forme un groupe avec les Hapithinae Gorochov 1986, les Pentacentrinae Saussure 1878 et les Podoscirtinae Saussure 1878.

## Liste des genres
Selon Orthoptera Species File (27 mars 2010) :
- Beybienkoana Gorochov, 1988
- Burrianus Chopard, 1961
- Euscyrtodes Gorochov, 1987
- Euscyrtus Guérin-Méneville, 1844
- Merrinella Otte & Alexander, 1983
- Patiscodes Gorochov, 1988
- Patiscus Stål, 1877
- Proturana Otte, 1987
- Tozeria Otte & Alexander, 1983
- Turana Otte & Alexander, 1983

## Référence
- Gorochov, 1985 : On the fauna of Grylloidea (Orthoptera) of China. Entomologicheskoe Obozrenie, vol. 64, n. 1, p. 89-109.